# Vejle Boldklub-spillere

## Landsholdsspillere
34 spillere har i tidens løb repræsenteret Vejle Boldklub på det danske A-landshold:
| - Allan Simonsen (282 kampe, 104 mål) - Alex Nielsen (327 kampe, 0 mål) - Bent Sørensen (200 kampe, 158 mål) - Brian Rasmussen (162 kampe, 49 mål) - Brian Steen Nielsen (134 kampe, 2 mål) - Carsten Pedersen (237 kampe, 12 mål) - Erling Sørensen (116 kampe, 0 mål) - Henning Enoksen (132 kampe, 111 mål) - Henrik Risom (243 kampe, 31 mål) - Iver Schriver (96 kampe, 48 mål) - John Larsen (71 kampe, 9 mål) - Jacob Svinggaard (184 kampe, 29 mål) | - John Sivebæk (226 kampe, 23 mål) - Johnny Terney Hansen (150 kampe, 1 mål) - Johnny Mølby (194 kampe, 24 mål) - Jørgen Markussen (324 kampe, 152 mål) - Kaj Poulsen (141 kampe, 29 mål) - Karsten Lund (310 kampe, 140 mål) - Keld Bordinggaard (49 kampe, 11 mål) - Knud Herbert Sørensen (I) (172 kampe, 21 mål) - Knud Herbert Sørensen (II) (476 kampe, 39 mål) - Knud Nørregaard (175 kampe, 55 mål) - Mark Strudal (10 kampe, 6 mål) - Niels Erik Andersen (140 kampe, 17 mål) | - Ole Fritsen (182 kampe, 62 mål) - Poul Bilde (197 kampe, 69 mål) - Poul Erik Østergaard (289 kampe, 67 mål) - Poul Jensen (261 kampe, 5 mål) - Poul Mejer (307 kampe, 129 mål) - Steen Thychosen (252 kampe, 101 mål) - Tommy Hansen (211 kampe, 62 mål) - Tommy Troelsen (257 kampe, 130 mål) - Ulrich Thychosen (158 kampe, 65 mål) - Ulrik le Fevre (156 kampe, 31 mål) |  |

## Andre VB-profiler
| Nationalitet/Navn                       | Periode   |
| --------------------------------------- | --------- |
| Alphonse Tchami                         | 1992-1993 |
| Bent Turbo Christensen                  | 1986-1987 |
| Dejvi Glavevski                         | 1996-1998 |
| Erik Boye                               | 1993-2000 |
| Erik Skaaning (barndomsklub)            | 1945-1959 |
| Flemming Serritslev (barndomsklub)      | 1966-1977 |
| Finn Ferrari Christensen (barndomsklub) | 1981-1998 |
| Gert Eg (barndomsklub)                  | 1973-1986 |
| Heinz Hildebrandt                       | 1953-1958 |
| Ib Jacquet (barndomsklub)               | 1975-1986 |
| Jesper Christiansen                     | 2001-2002 |
| Jacob Laursen (barndomsklub)            | 1989-2003 |

| Nationalitet/Navn               | Periode   |
| ------------------------------- | --------- |
| Julian Barnett                  | 1983-1987 |
| Kaj Johansen (barndomsklub)     | 1951-1961 |
| Kaspar Dalgas (barndomsklub)    | 1994-2001 |
| Kenneth Brylle                  | 1979-1979 |
| Niels Wodskou (barndomsklub)    | 1965-1982 |
| Peter Graulund (barndomsklub)   | 1995-1998 |
| Peter Kjær                      | 1983-1993 |
| Preben Elkjær                   | 1988-1990 |
| Svend Andersen                  | 1955-1960 |
| Thomas Gravesen (barndomsklub)  | 1995-1997 |
| Thomas Thorninger               | 1990-1992 |
| Troels Rasmussen (barndomsklub) | 197?-1981 |